# ISO 3166-2:JM
کد ISO 3166-2:JM بخشی از استاندارد ایزو ۳۱۶۶ برای کشور جامائیکا است که توسط سازمان بین‌المللی استانداردسازی ISO تنظیم شده‌است این سازمان، کدهای استاندارد را برای تقسیمات کشوری (ایالتها یا استانهای) کشورهای فهرست شده در استاندارد ایزو ۳۱۶۶-۱ تعریف می‌کند.
هر کد شامل دو بخش می‌گردد که توسط علامت - جدا می‌گردند.
- بخش نخست JM که در ایزو ۳۱۶۶-۱ آلفا-۲ کد کشور جامائیکا است.
- بخش دوم شامل یک یا دو یا سه حرف است که بیان‌کننده استان یا ایالت کشور جامائیکا می‌باشد.

## کدها
| کدها  | بخش                                    |
| ----- | -------------------------------------- |
| JM-13 | Clarendon Parish                       |
| JM-09 | Hanover Parish                         |
| JM-01 | Kingston Parish                        |
| JM-12 | Manchester Parish                      |
| JM-04 | Portland Parish                        |
| JM-02 | Saint Andrew Parish, Jamaica           |
| JM-06 | Saint Ann Parish                       |
| JM-14 | Saint Catherine Parish                 |
| JM-11 | سنت الیزابت، جامائیکا                  |
| JM-08 | Saint James Parish, Jamaica            |
| JM-05 | Saint Mary Parish, Antigua and Barbuda |
| JM-03 | Saint Thomas Parish, Jamaica           |
| JM-07 | Trelawny Parish                        |
| JM-10 | Westmoreland Parish                    |